# Ahmed Tamri
Ahmed Tamri (ur. 8 lutego 1985) – marokański lekkoatleta, specjalizujący się w biegach długich.
W 2009 na uniwersjadzie był szósty w biegu na 5000 metrów, a dwa lata później podczas kolejnej edycji tej imprezy zdobył brązowy medal w biegu na 10 000 metrów i złoty półmaratonie. 
Rekordy życiowe: bieg na 5000 metrów – 13:59,49 (10 lipca 2009, Belgrad). 